# Horatio Nelson
Horatio Nelson, burggraaf Nelson, hertog van Bronte (Burnham Thorpe (Verenigd Koninkrijk), 29 september 1758 – Slag bij Trafalgar, Los Caños de Meca (Spanje), 21 oktober 1805) was een Brits admiraal en wordt gezien als de belangrijkste Britse opponent ter zee van Napoleon Bonaparte.

## Achtergrond
Horatio Nelson was geboren op 29 september 1758 in Burnham Thorpe, een plaats in het graafschap Norfolk, in Engeland als zesde van elf kinderen van Edmund Nelson en zijn vrouw Catherine. Zijn moeder overleed op 26 december 1767, toen hij negen jaar oud was. Nelson volgde tot zijn twaalfde les aan de Paston Grammar School in North Walsham en vervolgens ging hij naar King Edward VI’s Grammar School te Norwich.
Nelson was een non-conformist. Hij verliet zijn vrouw en leefde openlijk samen met Emma Hamilton, de vrouw van de Britse ambassadeur in Napels William Hamilton. In 1800 logeerden zij bij William Beckford in zijn neo-gotische Fonthill Abbey. Beckford was vanwege zijn homoseksualiteit persona non grata bij de Britse elite en werd door iedereen gemeden.

## Militaire carrière

### Intrede in het Britse leger
Zijn maritieme carrière begon op 1 januari 1771 toen hij zich als Ordinary Seaman aanmeldde op de HMS Raisonnable. De kapitein van dit schip was zijn oom, Maurice Suckling. Niet lang na zijn aanmelding werd hij aangesteld als adelborst en begon hij zijn officiersopleiding.

### Slag bij Santa Cruz de Tenerife
In 1794 verloor hij bij een gevecht in Corsica het zicht in zijn rechteroog. Tijdens de Slag bij Santa Cruz de Tenerife in juli 1797 werd zijn rechterarm verbrijzeld door een musketkogel toen hij een galjoen van de Spaanse Zilvervloot wilde buitmaken in de haven van Santa Cruz op Tenerife. Hij leed aan periodieke koortsen als gevolg van malaria die hij opliep tijdens zijn diensttijd in het Caraïbisch gebied. Als zeeman was hij de meeste tijd zeeziek.

### Franse mediterrane campagne (1798)
Nelson was tevens een prominent figuur tijdens de Franse mediterrane campagne van 1798, waar hij als hoogste leider van de Britten in de Baai van Aboukir de Franse vloot van Napoleon Bonaparte en François Paul de Brueys d'Aigalliers wist te verslaan tijdens de Slag bij de Nijl op 1 augustus van dat jaar.
Hij had een hekel aan de Franse republikeinen. Bij het neerslaan van de Parthenopeïsche Republiek in Napels werden met zijn medeweten enkele honderden republikeinen uitgeleverd aan de contrarevolutionairen. De meesten werden daarna opgehangen. Nelson werd beloond met de voormalige abdij Santa Maria in Maniace en de titel hertog van Bronte door koning Ferdinand IV van Napels.

### Zeeslag van Kopenhagen (1801)
In 1801 nam hij als vicecommandant deel aan de zeeslag van Kopenhagen. Toen het er op leek dat de Denen gingen winnen, werd hem verteld dat er van het commandoschip een vlaggensignaal kwam met het bevel tot terugtrekken. Voor Nelson, die een overwinning nog mogelijk achtte, kwam dit bevel hoogst ongelegen. Hij zette zijn verrekijker aan zijn blinde oog en met de vaststelling 'Ik zie geen signaal' liet hij de aanval voortzetten (de Engelse uitdrukking "To turn a blind eye" is op deze gebeurtenis gebaseerd). De slag eindigde met een zege voor de Britse vloot.

### Zeeslag bij Trafalgar

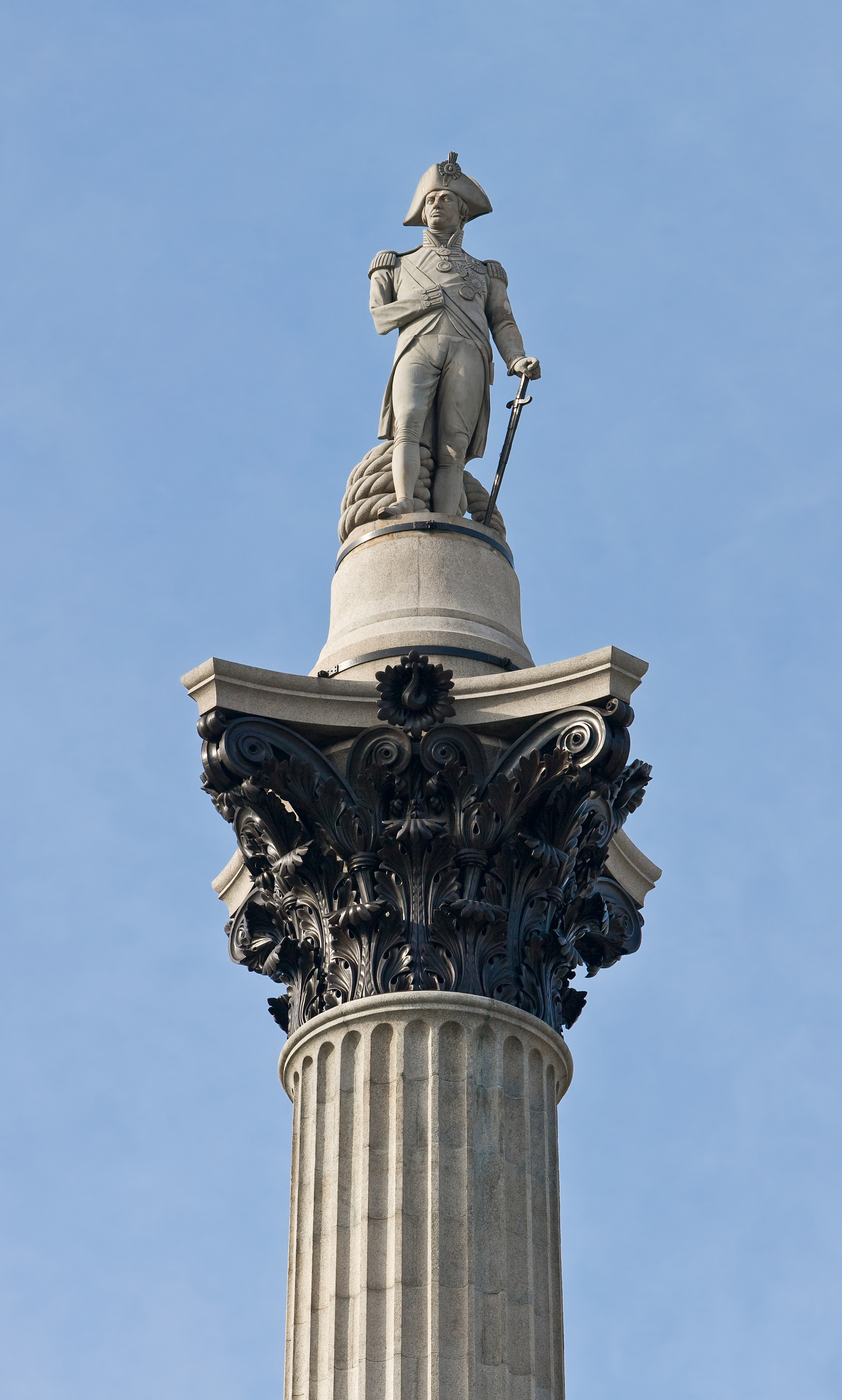
Nelson's Column op Trafalgar Square (Londen).

Nelson is echter vooral bekend van de zeeslag bij Trafalgar waar hij het leven liet aan boord van de HMS Victory, door gericht vuur van Franse soldaten. Scherpschutters aan boord van de "Redoutable" kregen aan dek van de "Victory" een man te zien wiens mouw op de borst was gespeld. Iedere Franse matroos wist dat dit Nelson was en zijn borst vormde door de vele medailles een duidelijk doelwit. Hij werd geraakt door een dodelijke kogel die in zijn ruggengraat bleef steken. Hij werd, bij bewustzijn, benedendeks gedragen waar hij, in de wetenschap dat hij de slag had gewonnen, vier uur later overleed. Nelson werd uiteindelijk begraven in St. Paul's Cathedral in Londen.

### Overzicht
- Matroos: 1 januari 1771
- Midshipman
- Lieutenant: april 1777
- Commander: 8 december 1778
- Rear Admiral of the Blue: 20 februari 1797
- Rear Admiral of the Red: 14 februari 1799
- Vice Admiral of the Blue: 1 januari 1801
- Vice Admiral of the White:  23 april 1804 (op zee bevorderd)
- Colonel in de Royal Marines

## Legende
Lord Nelson groeide uit tot volksheld omdat hij ervoor zorgde dat het Britse rijk op alle wereldzeeën de leiding in handen kreeg. Hij was populair op een wijze die te vergelijken is met hedendaagse popsterren. Hij werd begraven in St Paul's Cathedral in Londen. Zijn standbeeld staat op Trafalgar Square op een tientallen meters hoge zuil (Nelson's Column). De stad Nelson op het Zuidereiland van Nieuw-Zeeland is naar hem vernoemd.

## Wapen

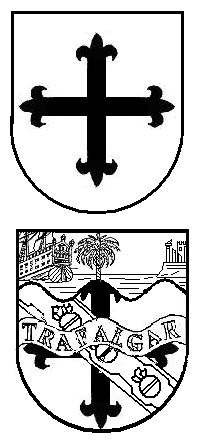
Drie vermeerderingen maakten het eenvoudige wapen van Lord Nelson onherkenbaar.

Om Nelson voor zijn overwinningen te eren gaf de Britse koning hem driemaal in successie het recht om zijn wapen met teksten en figuren te vermeerderen. Uiteindelijk bestond het wapen grotendeels uit vermeerderingen.
Een vermeerdering is een heraldische term voor het toevoegen van kwartieren en velden aan het wapenschild. Het gaat altijd om het schild zèlf, niet om de pronkstukken rond het schild. Horatio Nelson was "armigorous" wat inhield dat hij een wapen mocht voeren. Toen hij de Orde van het Bad ontving mocht Nelson twee supporters of schilddragers aan zijn wapen toevoegen. Hij koos een zeeman en een leeuw.

## Onderscheidingen

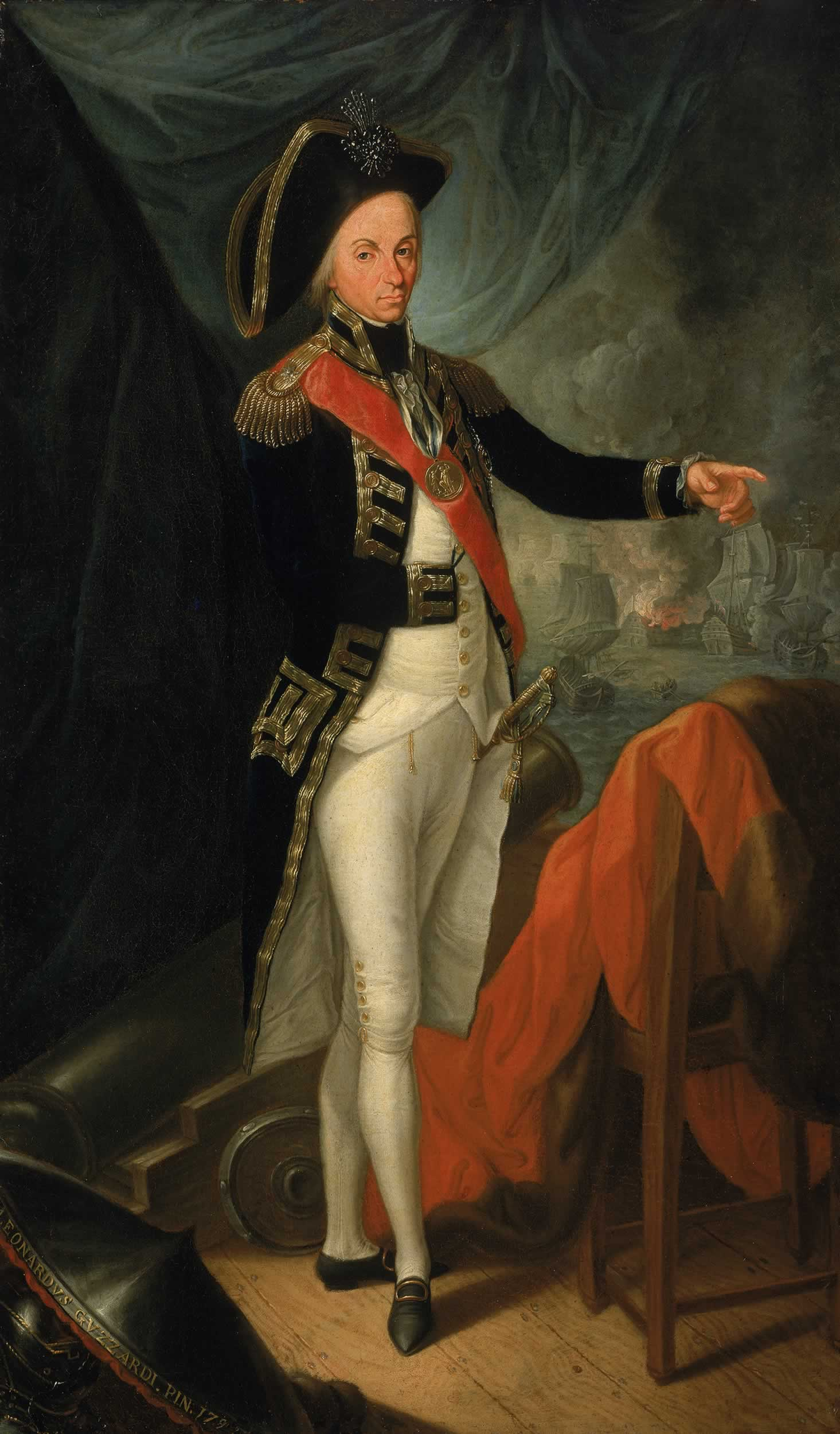
Een realistisch portret uit 1799. De veteraan van vele gevechten was toen al een invalide. Hij kon vanwege een hoofdwond zijn steek alleen op deze wijze dragen. Hij had geen zicht in zijn rechteroog.

Nelson werd voor zijn overwinningen geëerd met de Orde van het Bad en twee Britse gouden medailles. Hij droeg op zijn uniform de sterren van de Turkse Orde van de Halve Maan, de Napolitaanse Orde van de Heilige-Ferdinand en de Verdienste en de Orde van Sint-Joachim, een Duitse ridderorde. Nelson droeg ook een kostbare Turkse Chelengk op zijn steek.
Een overzicht van zijn onderscheidingen:
- Ridder in de Orde van het Bad
- Baron Nelson van de Nijl op 6 oktober 1798
- Dukes of Bronté op 13 augustus 1799
- Ridder Grootkruis in de Orde van de Heilige Ferdinand en de Verdienste
- Ridder in de Orde van de Halve Maan in november 1799
- Ridder Grootkruis in de Orde van Sint-Joachim
- Chelengk in november 1799
- Wapen op 20 oktober 1797
- Schildhouder
- Vermeerdering

- Bibsys: 90053808
- Biblioteca Nacional de Chile: 000204311
- Biblioteca Nacional de España: XX1047260
- Bibliothèque nationale de France: cb119639756 (data)
- Catàleg d'autoritats de noms i títols de Catalunya: 981058513898006706
- CiNii: DA07203753
- Gemeinsame Normdatei: 118586939
- International Standard Name Identifier: 0000 0001 2140 0634
- Library of Congress Control Number: n80066193
- Nationale Bibliotheek van Letland: 000214103
- Bibliotheek van het Japanse parlement: 00621197
- Nationale Bibliotheek van Tsjechië: jn20000701307
- Nationale bibliotheek van Australië: 35379603
- Nationale Bibliotheek van Israël: 987007265803205171
- Nationale Bibliotheek van Polen: a0000001182549
- Nationale en Universitaire bibliotheek Zagreb: 000074387
- Nederlandse Thesaurus van Auteursnamen: 069283206
- Réseau des bibliothèques de Suisse occidentale: 02-A008804263
- Istituto Centrale per il Catalogo Unico: NAPV119844
- LIBRIS: 260702
- SNAC: w63x89b9
- Système universitaire de documentation: 027641589
- Museum of New Zealand Te Papa Tongarewa: 35950
- Trove: 931950
- Union List of Artist Names: 500281594
- Virtual International Authority File: 76324981
- WorldCat: E39PBJtmq6F7J3f6MwxMCqRxjC